# نیکون ئی۳
نیکون ایی۳ (به انگلیسی: Nikon E3) یک دوربین عکاسی ساخت شرکت نیکون است.